# Dwight Phillips
Dwight Phillips, född 1 oktober 1977 i Decatur i Georgia, är en amerikansk friidrottare som tävlar i längdhopp.
Phillips genombrott kom när han tog sig vidare till finalen vid Olympiska sommarspelen 2000 i Sydney och slutade på en åttonde plats efter ett hopp på 8,06. Samma placering blev det vid VM 2001 i Edmonton.
Hans första internationella seger kom vid inomhus-VM 2003 i Birmingham då han vann efter att ha hoppat 8,29. Han följde upp det med att vinna VM-guld utomhus vid VM 2003 i Paris, denna gång med ett hopp på 8,32.
Vid Olympiska sommarspelen 2004 i Aten vann han även OS-guld efter att ha hoppat 8,59. Han deltog även vid VM 2005 i Helsingfors där han försvarade sitt guld efter att ha hoppat hela 8,60. 
Vid VM 2007 i Osaka misslyckades han att försvara sitt guld då han bara hoppade 8,30 och slutade på en bronsplats. 
Däremot vann han sitt tredje VM-guld i längdhopp när han hoppade 8,54 meter vid VM i Berlin 2009.
I Deagu-VM 2011 blev Dwight Phillips historisk när han som andre man genom tiderna blev fyrfaldig världsmästare i längdhopp utomhus, denna gången vann han guldet på längden 8,45. 
Han slog storfavoriten Mitchell Watt från Australien som tog silver på 8,33.

## Personligt rekord
- Längdhopp - 8,74 meter.

Phillips hoppade 8,74 (i motvind) det längsta längdhoppet på 18 år vid en gala i den amerikanska staden Eugene 7 juni 2009. Ingen har hoppat längre än 8,74 efter att Mike Powell slog världsrekord 1991. Det är bara fyra personer som har hoppat längre under tillåtna förhållanden, amerikanerna Powell, Bob Beamon, Carl Lewis och sovjetarmenen Robert Emmiyan.